# Klášter Jouarre
Klášter Jouarre (fr. Abbaye Notre-Dame de Jouarre) je dodnes fungující benediktinský klášter a významné poutní místo v městečku Jouarre ve francouzském departementu Seine-et-Marne.
Klášter byl založen za vlády Merovejců Audoinem a jeho bratry okolo roku 635 jako dvojitý klášter společenství mnichů a jeptišek soustředěných pod správou abatyše. Díky svatým ostatkům uloženým v klášteře zasvěceném Panně Marii sem během staletí směřovaly kroky mnoha věřících. Roku 1225 získal klášter od papeže imunitu vůči zásahům biskupa z Meaux a nadále podléhal přímo Římu. Okolo kláštera vzniklo opevněné město Jouarré.
Klášterní kostel Panny Marie byl přestavěn v 19. století, v původní kryptě sv. Pavla je pochován ve společnosti prvních abatyší pařížský biskup Agilbert a na jeho tumbě je reliéf Krista v majestátu se symboly evangelistů, ukázka prerománského umění.